# Alexander Mejía
Alexander Mejía Sabalsa (Barranquilla, 7 september 1988) is een Colombiaans voetballer die doorgaans als middenvelder speelt. Hij verruilde Monterrey in augustus 2016 voor Club León. Mejía debuteerde in 2012 in het Colombiaans voetbalelftal.

## Clubcarrière
Mejía speelde zes seizoenen voor Deportes Quindío en werd in 2011 verhuurd was aan Once Caldas. Sinds 2012 komt hij uit voor Atlético Nacional, waarmee hij in 2012 de Colombiaanse beker won. In het seizoen 2013, waarin hij zesendertig competitieduels speelde, won hij zowel de Apertura als de Clausura.
In de zomer van 2015 maakte CF Monterrey bekend Mejia voor één seizoen te verhuren aan zijn oude werkgever Atlético Nacional

## Interlandcarrière
Op 3 juni 2012 debuteerde Mejía in het Colombiaans voetbalelftal in de WK-kwalificatiewedstrijd tegen Peru. Bondscoach José Pékerman nam hem op in de definitieve selectie voor het wereldkampioenschap voetbal 2014.
1 Pozos ·
2 Velázquez ·
3 Torres ·
4 Mosquera ·
5 Navarro ·
6 Tesillo ·
7 López ·
9 González · 
10 Montes ·
11 Moreno ·
12 J. Rodríguez ·
13 Mejía ·
15 Durán ·
16 Meneses ·
17 Boselli  · 
18 Aquino ·
19 Díaz ·
20 Mascorro ·
21 Cerato ·
22 Herrera ·
23 Cornejo ·
24 O. Rodríguez ·
25 Yarbrough ·
27 Calero ·
30 Cota ·
31 C. González ·
35 I. González ·
Coach: Ambríz